# São Martinho da Cortiça
São Martinho da Cortiça ist ein Ort und eine Gemeinde in Portugal.

## Geschichte
Funde wie Häuserausgrabungen, Minenreste und Münzen belegen die Anwesenheit von Römern im heutigen Gemeindegebiet, durch das die Römerstraße von Coimbra nach Salamanca führte.
Die heutige Gemeinde kann möglicherweise bis auf die Anfänge der Reconquista zurückgeführt werden, in die Zeit nach der ersten Eroberung Coimbras von den Arabern im Jahr 878. Die erste offizielle Erwähnung des Ortes ist im Jahr 1141 dokumentiert.
1355 gehörte die Gemeinde zum Kreis Pombeiro da Beira und umfasste ein größeres Gebiet, das auch das heutige Gemeindegebiet von Carapinha einschloss.
Im 15. Jahrhundert wurde durch Ausgliederung der Orte Sanguinheda und Carapinha der Kreis von Sanguinheda neu geschaffen. König D. Manuel gab Sanguinheda am 2. November 1518 Stadtrechte, die Gemeinde São Martinho da Cortiça gehörte zum Kreis.
Im Verlauf der Napoleonischen Invasionen war das Gemeindegebiet 1811 Schauplatz von französischen Plünderungen, und einige kleinere Gefechte fanden hier um die Brücke von Mucela statt.
Im liberalen Bürgerkrieg, dem Miguelistenkrieg, wurde die Gemeinde 1832 erneut Opfer von Plünderungen und Zerstörungen, im Verlauf von Racheaktionen der antiliberalen Miguelisten.
In den Verwaltungsreformen nach Ende des Miguelistenkrieges 1834 wurde der Kreis Sanguinheda 1836 aufgelöst. Die Gemeinde São Martinho da Cortiça wechselte ihre Zugehörigkeit, um seit 1855 zu Arganil zu gehören.

## Verwaltung
São Martinho da Cortiça ist Sitz einer gleichnamigen Gemeinde (Freguesia) im portugiesischen Kreis Arganil. In ihr leben 1188 Einwohner auf einer Fläche von 32 km² (Stand 19. April 2021).
Folgende Ortschaften liegen in der Gemeinde:
| - Carapinhal - Catraia dos Poços - Fonte Furada - Fronhas - Mucelão - Pinheirais - Poços - Pombeiras | - Ponte de Mucela - Portela da Urgueira - Portelinha - Quinta da Cortiça - Ramal de Pombeiro - Sail - Sanguinheda - São Martinho da Cortiça | - Sobreira - Teixugueira - Urgueira - Vale de Espinho - Vale do Matouco - Vale do Moinho - Vale São Martinho |